# Voogdijminister
Een voogdijminister is in België een minister die verantwoordelijk is voor een bepaalde instelling, organisatie of dienst die onder zijn portefeuille valt.
Sommige instellingen worden georganiseerd door de staat zelf (zoals de politie). Andere instellingen, de zogenaamde parastatale instellingen, zijn organisaties die geen winst maken en met het geld van de overheid (meestal "dotatie" genoemd) werken. Hierin verschillen zij van autonome overheidsbedrijven, die wel eigen inkomsten verwerven en winst mogen maken, zoals de Belgische spoorwegen, of de Belgische nationale luchtverkeersleiding.
De voogdijminister is in de raad van bestuur van de instelling vertegenwoordigd door zijn afgevaardigde(n).

## Voorbeelden
- De VRT heeft als voogdijminister de Vlaamse minister van Cultuur
- De Nationale Loterij valt onder de voogdij van de federale minister van Financiën.
- Fedasil heeft de Staatssecretaris voor Asiel, Immigratie en Maatschappelijke Integratie, toegevoegd aan de Minister van Justitie als voogdijminister.
- Haven van Brussel heeft als voogdijminister de Brusselse minister van openbare werken en vervoer, informatica en haven van Brussel
- De Lijn valt onder de voogdij van de Vlaams minister van Mobiliteit en Openbare Werken
- Rode Kruis-Vlaanderen valt onder de voogdij van Vlaams minister van Welzijn, Volksgezondheid en Gezin